# Vlag van Erquelinnes
De vlag van Erquelinnes is op onbekende datum bij raadsbesluit vastgesteld als de vlag van de Henegouwse gemeente Erquelinnes. De vlag kan als volgt worden beschreven:
Wit met een rood embleem gemaakt van twee parallellogrammen en vier trapeziums die in een spiraal in elkaar passen en een zeshoekige letter e vormen.
De vlag van Erquelinnes is de enige gemeentevlag in Wallonië met een logotype.